# Spiegellinsenobjektiv
Als Spiegellinsenobjektiv oder katadioptrisches System bezeichnet man ein Objektiv, das sowohl Spiegel als auch Linsen als Elemente enthält. Es handelt sich um Teleobjektive mit fester Brennweite oder (selten) variabler Brennweite.
Begrifflich bedeutet katoptrisch, dass ein Spiegel wirkt, und dioptrisch, dass eine durchstrahlte Linse brechend wirkt. Letzterer Begriff geht auf Johannes Kepler zurück.

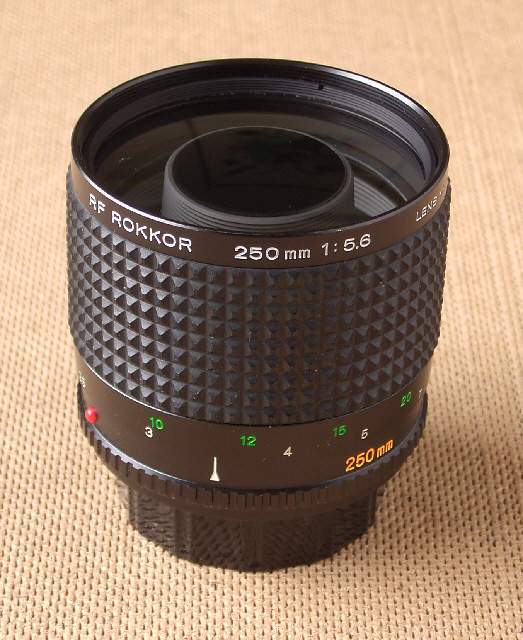
Kaum größer als ein Normalobjektiv: Spiegellinsenobjektiv 5,6/250 mm

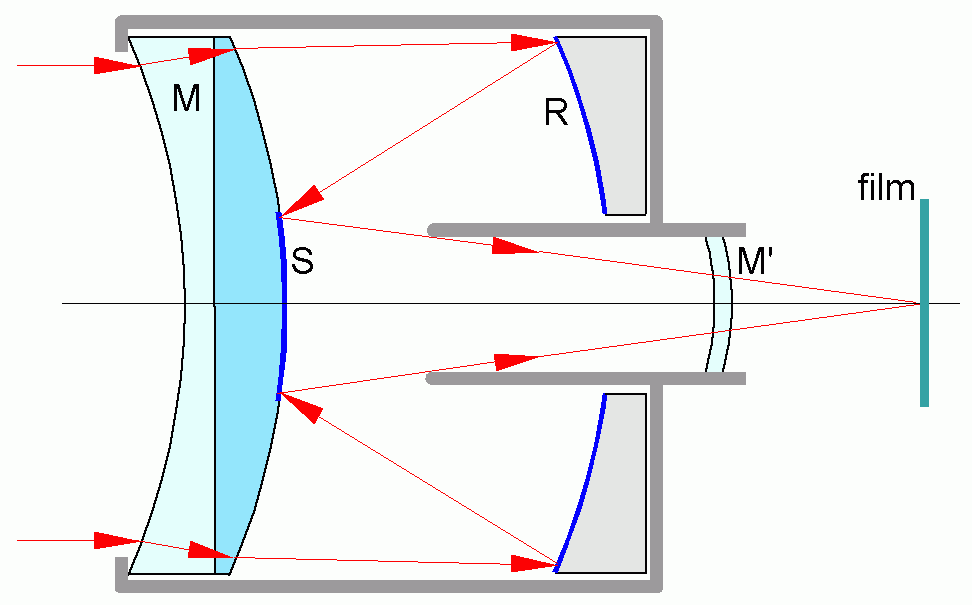
Strahlengang in einem Spiegel-Linsen-Objektiv

## Konstruktion
Spiegellinsenobjektive, auch Katadiopter genannt, sind von astronomischen Teleskopen abgeleitet. Aufgrund eines durch (in der Mehrzahl der Fälle sphärische) Spiegel zweifach umgelenkten Strahlengangs liegt die Baulänge von Spiegellinsenobjektiven typischerweise bei nur etwa einem Drittel bis einem Fünftel ihrer Brennweite. Die durch die Spiegel bedingt auftretenden Bildfehler werden durch die im Strahlengang angeordneten Linsen (Bildfeldebnungssystem) korrigiert. Hinsichtlich des inneren Aufbaus gibt es viele Varianten. Neben vergleichsweise einfachen Systemen (siehe Grafik) gibt es auch aufwendigere Systeme nach Richter/Slevogt, die von Zeiss als „Prakticar 5,6/1000 mm“ oder „Mirotar“ hergestellt wurden.
Der gefaltete Strahlengang hat zur Folge, dass bei der Verwendung eines Schneckengangs zur Scharfstellung, der vordere Teil des Objektivs beim Fokussieren nur wenig bewegt werden muss. Baulänge und Schwerpunkt verändern sich nur geringfügig. Bei großen Spiegellinsenobjektiven haben sich am hinteren Ende angebrachte Balgenauszüge bewährt, da diese Optiken teils weit über 10 kg schwer sind und eine bewegliche Gestaltung des Tubus ungünstig ist.
Ein weiteres Merkmal typischer Spiegellinsenobjektive ist die feste Blendenzahl, die meist bei 1:5,6 oder 1:8,0 (in Einzelfällen 1:4 oder 1:4,5) liegt. Dies liegt daran, dass sich bei dieser Bauart eine Irisblende nur sehr aufwendig integrieren lässt. Infolgedessen ist kein Abblenden möglich, so dass bei großer Helligkeit eine geringere Filmempfindlichkeit (ISO), eine geringere Belichtungszeit oder ein neutraler Graufilter (Neutralgraufilter) verwendet werden muss. Graufilter sind in der Regel in die Konstruktion des Objektivs eingerechnet und werden bei Nichtgebrauch durch eine klare Filterscheibe ersetzt.
Bei den Blendenangaben ist zu beachten, dass sie sich – wie bei allen Objektiven – nur auf das Öffnungsverhältnis beziehen, also die Verluste durch die Linsen und Spiegel nicht berücksichtigt sind. Die Obstruktion, also die Abschattung durch den im Strahlengang liegenden Gegenspiegel, ist bei höherwertigen Systemen eingerechnet. Die Reflexionsverluste an den Spiegeloberflächen können mit bis zu einer halben Blendenstufe erheblich höher ausfallen als die Transmissions- und Reflexionsverluste an Objektiven, die nur mit Linsen arbeiten.
Der grundsätzliche Aufbau der Spiegellinsenobjektive unterscheidet sich vom Aufbau eines astronomischen Fernrohrs nach Maksutov oder einem Schmidt-Cassegrain nur unwesentlich. Die Auslegungsanforderungen sind jedoch in der Regel andere. Es kommt bei den katadioptrischen fotografischen Objektiven vor allem darauf an, das Bildformat möglichst fehlerfrei und scharf auszuzeichnen. Weiterhin ist die Ebenheit (Planizität) der Bildebene besonders wichtig. Die meisten dieser Objektive besitzen daher neben der eigentlichen sphärischen Spiegeloptik und der typischen Korrekturgruppe, die die Fehler der sphärischen Spiegel aufhebt, eine Bildebnungsgruppe. Diese sorgt dafür, dass die Brennebene mit der planen Aufnahmeebene des Films bzw. Bildsensors übereinstimmt.
Viele astronomischen Fernrohre sind hingegen oft primär für die visuelle Beobachtung ausgelegt, also für die direkte Betrachtung des Bildes durch ein Okular. Spezielle auf die Astrofotografie ausgelegte Systeme wurden früher oft als „Astrographen“ oder „Astrokameras“ bezeichnet (z. B. die Schmidtkamera). Heute werden entsprechende Systeme beispielsweise als „Fotomaks“ angeboten. Auch diese Teleskope sind dann speziell auf ein ebenes Bildfeld hin optimiert und zumeist für die Aufnahme auf einer astronomischen Montierung vorbereitet.
Für Optiken, die visuell ausgelegt sind, existieren separate Bildfeldkorrektoren, auch „Flattener“ genannt, die als optionale Baugruppen für die erforderliche Bildfeldebnung sorgen. Bedingt durch die derzeit anhaltende Tendenz zu immer größeren Bildsensoren von Digital-Kameras bzw. speziellen astronomischen CCD-Systemen kommt einer einwandfreien Bildfeldebnung erhebliche Bedeutung zu. Die erreichte Linienauflösung liegt auch bei Sensorformaten nahe dem Kleinbild-Format deutlich über der Linienauflösung durchschnittlicher Negativ- bzw. Dia-Filme.
Bauartbedingt sind Spiegellinsenobjektive streulichtempfindlich. Die Verwendung einer auf die Optik gut abgestimmten Streulichtblende ist für eine optimale Kontrastwiedergabe von erheblicher Bedeutung.

## Abbildungseigenschaften
Eine Besonderheit der optischen Abbildung von Spiegellinsenobjektiven sind die so genannten „Unschärferinge“.
Dabei handelt es sich nicht um einen Konstruktionsfehler, sondern um eine unvermeidliche Eigenschaft von Objektiven dieser Bauart: Während bei reinen Linsenobjektiven unscharf abgebildete Lichtreflexe als Zerstreuungskreise wiedergegeben werden, zeigen sich diese bei Spiegellinsenobjektiven in den typischen Unschärferingen, die durch den im Strahlengang befindlichen obstruierenden Umkehrspiegel (Sekundärspiegel) bedingt sind. Dieser erzeugt die an einen Lochverstärkungsring oder Donut erinnernde Form der Lichtreflexe.

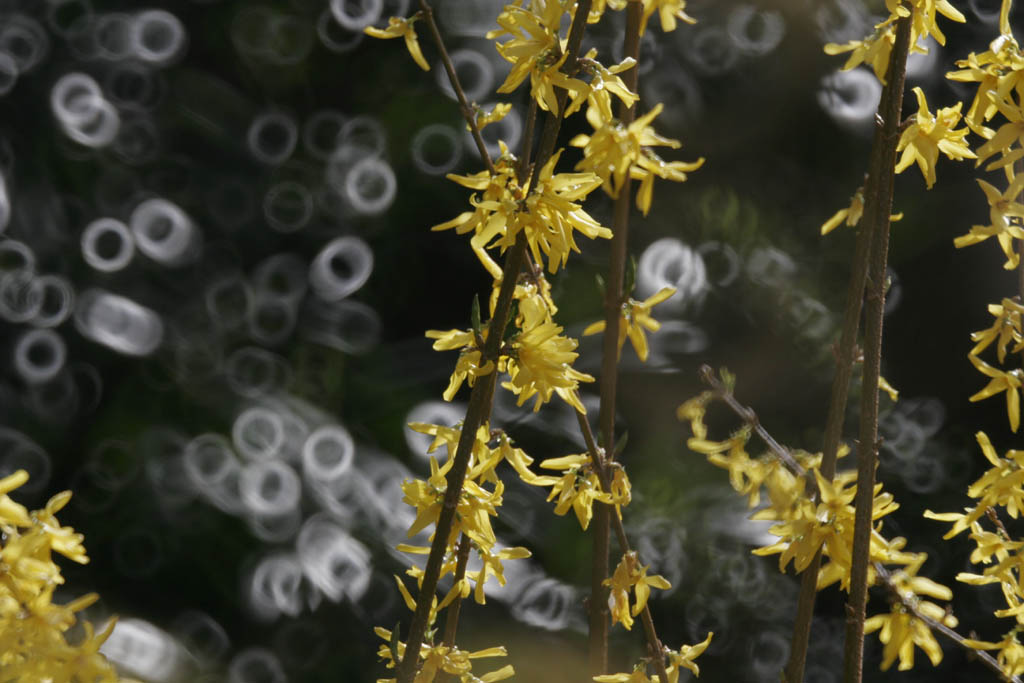
Das Bokeh einer Spiegellinsenoptik zeigt sogenannte „Unschärferinge“
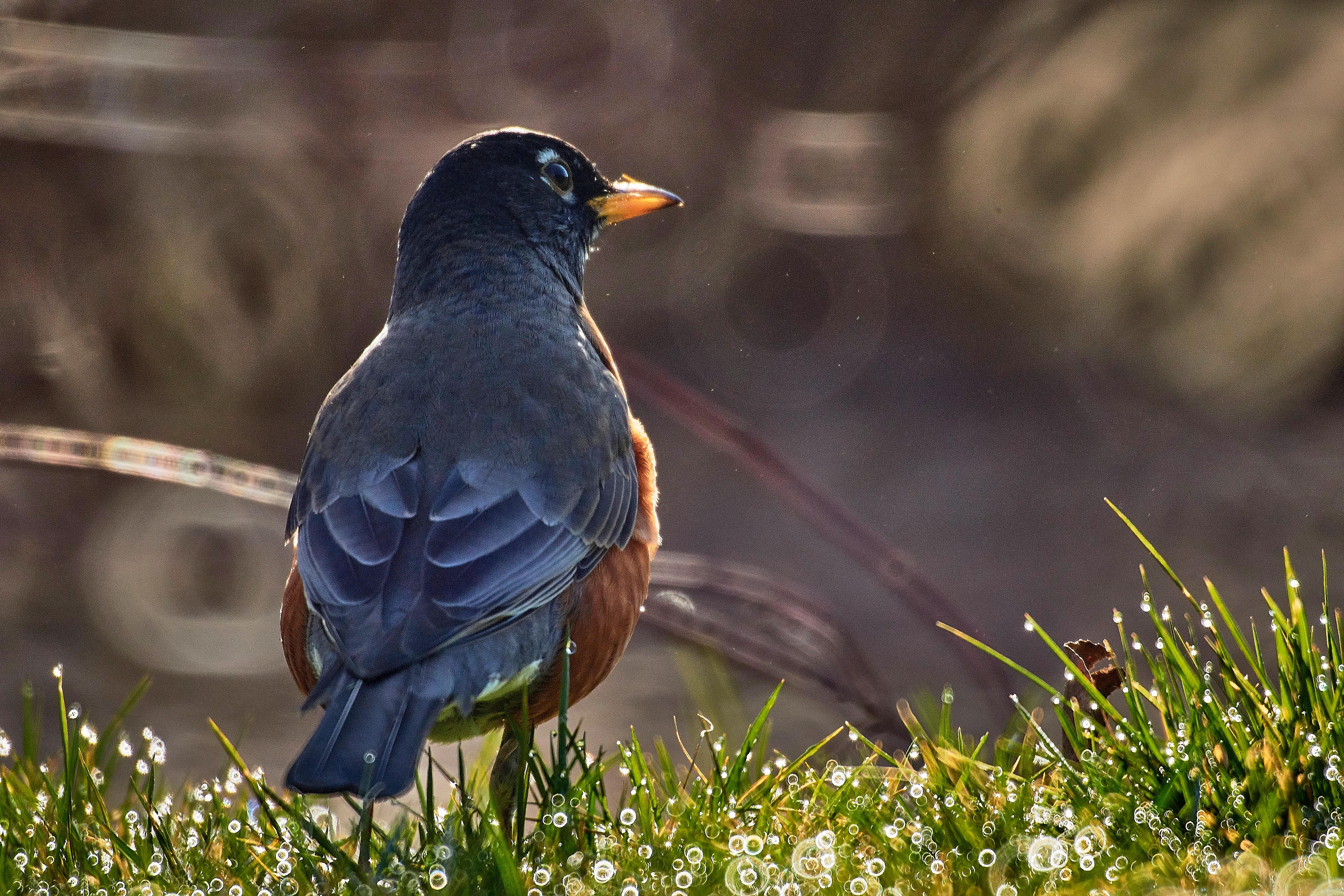
Dieses Foto einer Wanderdrossel zeigt die Ringe auch beim Tau, der sich auf dem Gras näher an der Kamera befindet
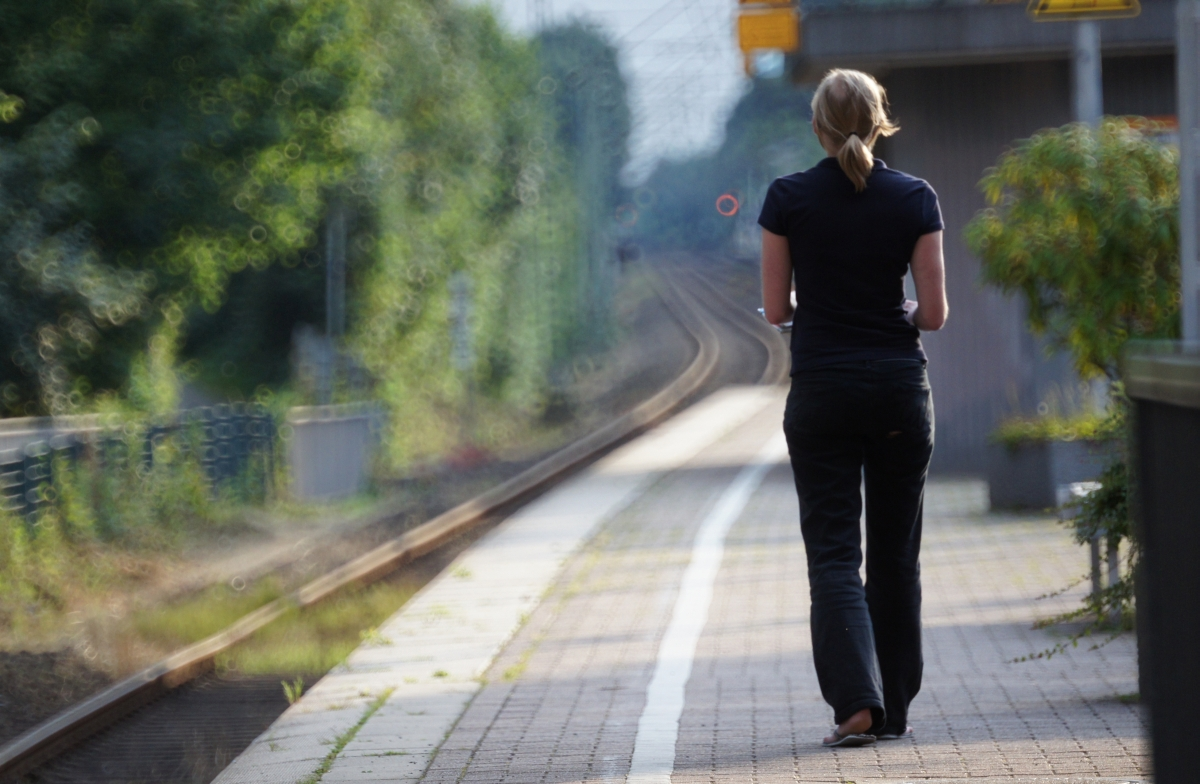
Beispielfoto, wie sich der Effekt auf lineare Strukturen auswirkt, hier deutlich bei den Gleisen.

Ein optischer Vorteil der Spiegellinsenobjektive ist die nicht oder nur sehr gering auftretende chromatische Aberration. Dies wird durch die meist nur schwache Brechung der vorhandenen Linsensysteme bedingt, woraus folgt, dass die Dispersion keine wesentliche Beeinträchtigung mehr einführt.

## Anwendungsbereiche

### Fotografie

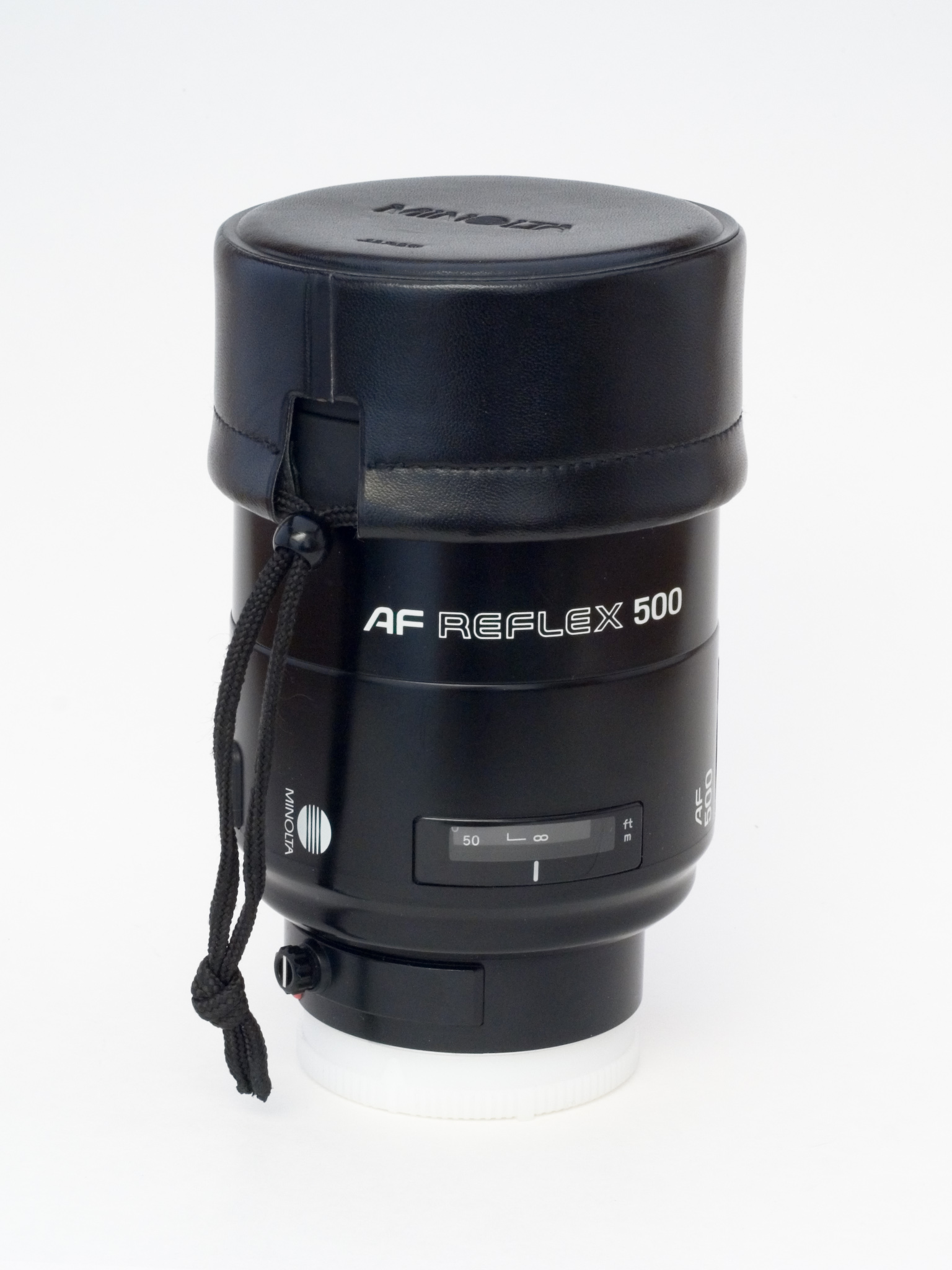
Das Minolta 8/500 mm Reflex mit Autofokus

Spiegellinsenobjektive für Kleinbildkameras waren speziell in den 1980er Jahren populär, häufig als f/8 mit 500 mm Brennweite. Fotografen erhalten damit ein vergleichsweise leichtes und gut transportables Teleobjektiv.
Besonderheiten:
- Keine Beeinflussbarkeit des Schärfentiefebereiches durch Abblenden, außer bei sogenannten Schiefspieglern. Er ist bauartbedingt durch das feste Verhältnis von Öffnung zu Brennweite und den Abbildungsmaßstab festgelegt.
- Die Unschärferinge, die spezielle Form des Bokehs dieser Optik, können unpassend dominant zum Hauptmotiv auftreten. Sie treten im Unschärfebereich dieses Teleobjektives an Spitzlichtern so gut wie immer auf und müssen bei der Bildkomposition berücksichtigt werden.

Auch heute werden Spiegelteleobjektive als Neuware angeboten. Eine Besonderheit bilden einige Spiegelobjektive von Minolta (nach Übernahme der Fotosparte bis 2006 bei Sony produziert), welche als einzige Modelle über einen Autofokus verfügen.

### Nachtsichttechnik
Auch in der Nachtsichttechnik haben sich katadioptrische Systeme etabliert, zumeist in Verbindung mit Lichtverstärkerröhren. Diese speziellen Systeme mit Öffnungsverhältnissen deutlich besser als 1:4 dürften die lichtstärksten derzeit produzierten katadioptrischen Systeme sein.

### Amateurastronomie und Astrofotografie

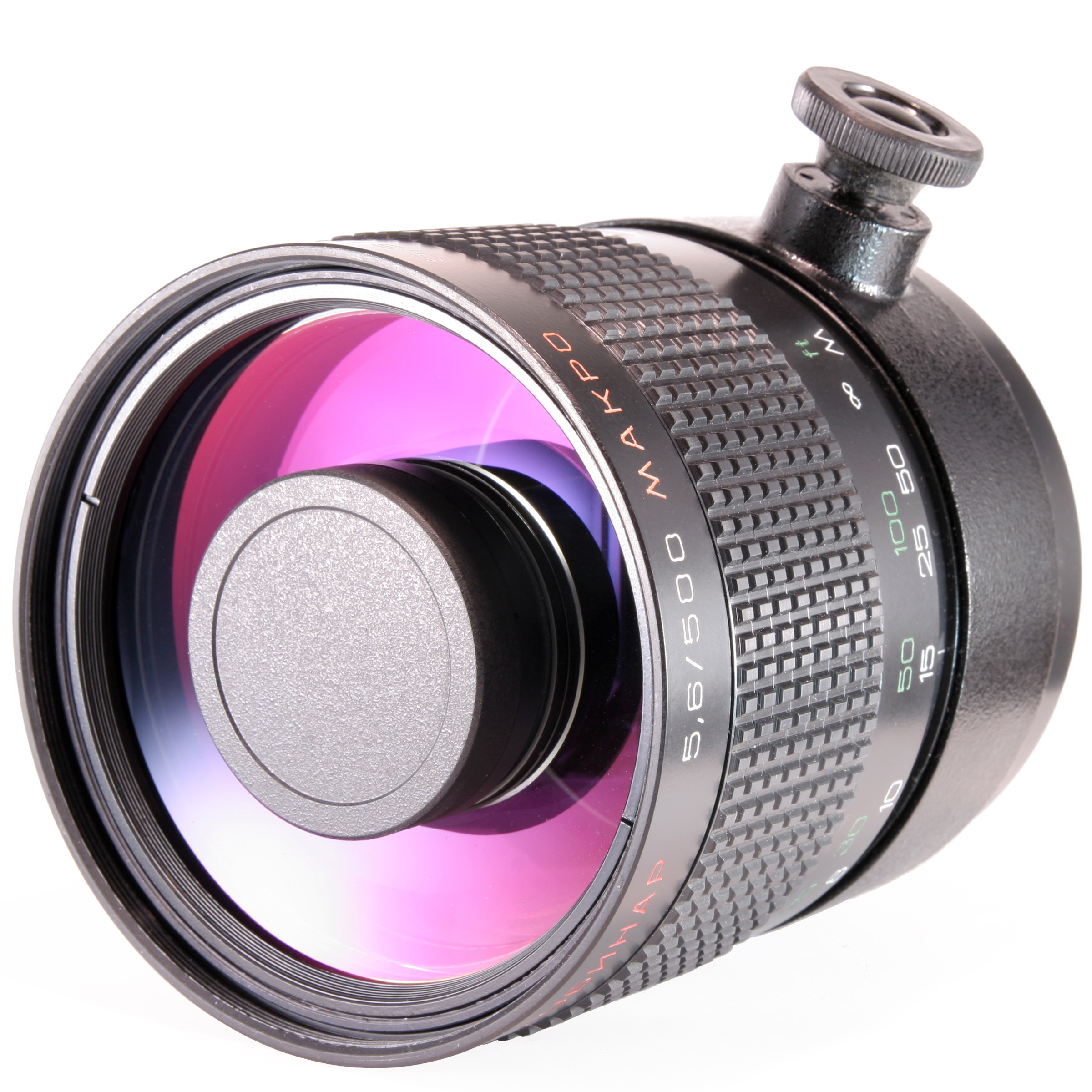
Das Rubinar 5,6/500

Da in der Amateurastronomie durch die immer empfindlicher werdenden digitalen Bildsensoren und Kameras die Lichtstärke nicht mehr die bestimmende Größe einer Foto-Optik ist, finden sich im Brennweitenbereich bis ca. 1000 mm immer wieder interessante Aufnahmen, die mit katadioptrischen Objektiven erzeugt wurden. Bei der Aufnahme ideal punktförmiger Quellen, wie sie in der Stellarfotografie überwiegend vorkommen, bestimmt die Qualität der Optik (Definitionshelligkeit) und die Beugung als begrenzender physikalischer Effekt die Aufnahme. Für das Lichtsammelvermögen ist die Öffnung entscheidend. Da die Aufnahmen in der Astrofotografie überwiegend nachgeführt und daher auf speziellen Montierungen ausgeführt werden müssen, spielen Überlegungen wie die Belichtungszeit eine andere Rolle als am Tage, wenn die Belichtungszeit etwa über die Notwendigkeit, ein Stativ benutzen zu müssen, entscheidet.
Geradezu als Klassiker der Amateurastronomie sind die aus der GUS stammenden terrestrischen Teleobjektive „MTO 10/1000“ und die als „Rubinar“ bekannten Spiegellinsenobjektive (10/1000, 5,6/500 und 4,5/300) anzusehen. Sie sind dank ihres niedrigen Preises und ihrer leichten Modifizierbarkeit als Kleinteleskope, Leitfernrohre und Fotooptiken im Einsatz. In der Fotografie stellarer Objekte können sie die Farbreinheit (keine chromatische Aberration) und die gute Definition der Bilder durch das plane Bildfeld voll ausspielen.
Vor allem Anwender einer vergleichsweise kleinen und leichten Montierung können durch die kompakte Bauart der katadioptrischen Systeme leicht ein zusätzliches Leitfernrohr oder eine Fotooptik aufbauen, ohne die Montierung mechanisch zu überlasten. Die kurze Bauweise und das zumeist geringe Gewicht im Verhältnis zur Öffnung erleichtern hier die montierungsgerechte Konfiguration.